# モミラクトンAシンターゼ
モミラクトンAシンターゼ（momilactone-A synthase）は、次の化学反応を触媒する酸化還元酵素である。
反応式の通り、この酵素の基質は3β-ヒドロキシ-9β-ピマラ-7,15-ジエン-19,6β-オリドとNAD+、生成物はモミラクトンAとNADHとH+である。
組織名は3β-hydroxy-9β-pimara-7,15-diene-19,6β-olide:NAD(P)+oxidoreductaseで、別名にOsMASがある。